# Clematis longipes
Clematis longipes là một loài thực vật có hoa trong họ Mao lương. Loài này được Freyn mô tả khoa học đầu tiên năm 1880.